# Warrenpoint Town FC
Warrenpoint Town FC är ett nordirländskt fotbollslag och spelar i NIFL Premiership. Fotbollsklubb grundades 1987. 

## Meriter
- NIFL Championship (D2)[1]
  - Vinnare (1): 2016/17
- Irish Cup[2]
  - Vinnare (0):
- Irish League Cup[3]
  - Vinnare (0):

## Trikåer
Hemmakit
| Hemmaställ | Hemmaställ | Hemmaställ |

## Placering tidigare säsonger
| Säsong  | Nivå | Liga              | Placering | Referens      | Notering                          |
| ------- | ---- | ----------------- | --------- | ------------- | --------------------------------- |
| 2011/12 | 2    | NIFL Championship | 12        | [ 4 ]         |                                   |
| 2012/13 | 2    | NIFL Championship | 2         | [ 5 ]         | Uppflyttad till NIFL Premiership  |
| 2013/14 | 1    | NIFL Premiership  | 11        | [ 6 ]         |                                   |
| 2014/15 | 1    | NIFL Premiership  | 11        | [ 7 ]         |                                   |
| 2015/16 | 1    | NIFL Premiership  | 12        | [ 8 ]         | Nedflyttad till NIFL Championship |
| 2016/17 | 2    | NIFL Championship | 1         | [ 9 ]         | Uppflyttad till NIFL Premiership  |
| 2017/18 | 1    | NIFL Premiership  | 10        | [ 10 ]        |                                   |
| 2018/19 | 1    | NIFL Premiership  | 10        | [ 11 ]        |                                   |
| 2019/20 | 1    | NIFL Premiership  | 11        | [ 12 ] [ 13 ] |                                   |
| 2020/21 | 1    | NIFL Premiership  | 10        | [ 14 ]        |                                   |
| 2021/22 | 1    | NIFL Premiership  | 12        | [ 15 ]        | Nedflyttad till NIFL Championship |
| 2022/23 | 2    | NIFL Championship | 2         |               |                                   |